# Leonard Marconi

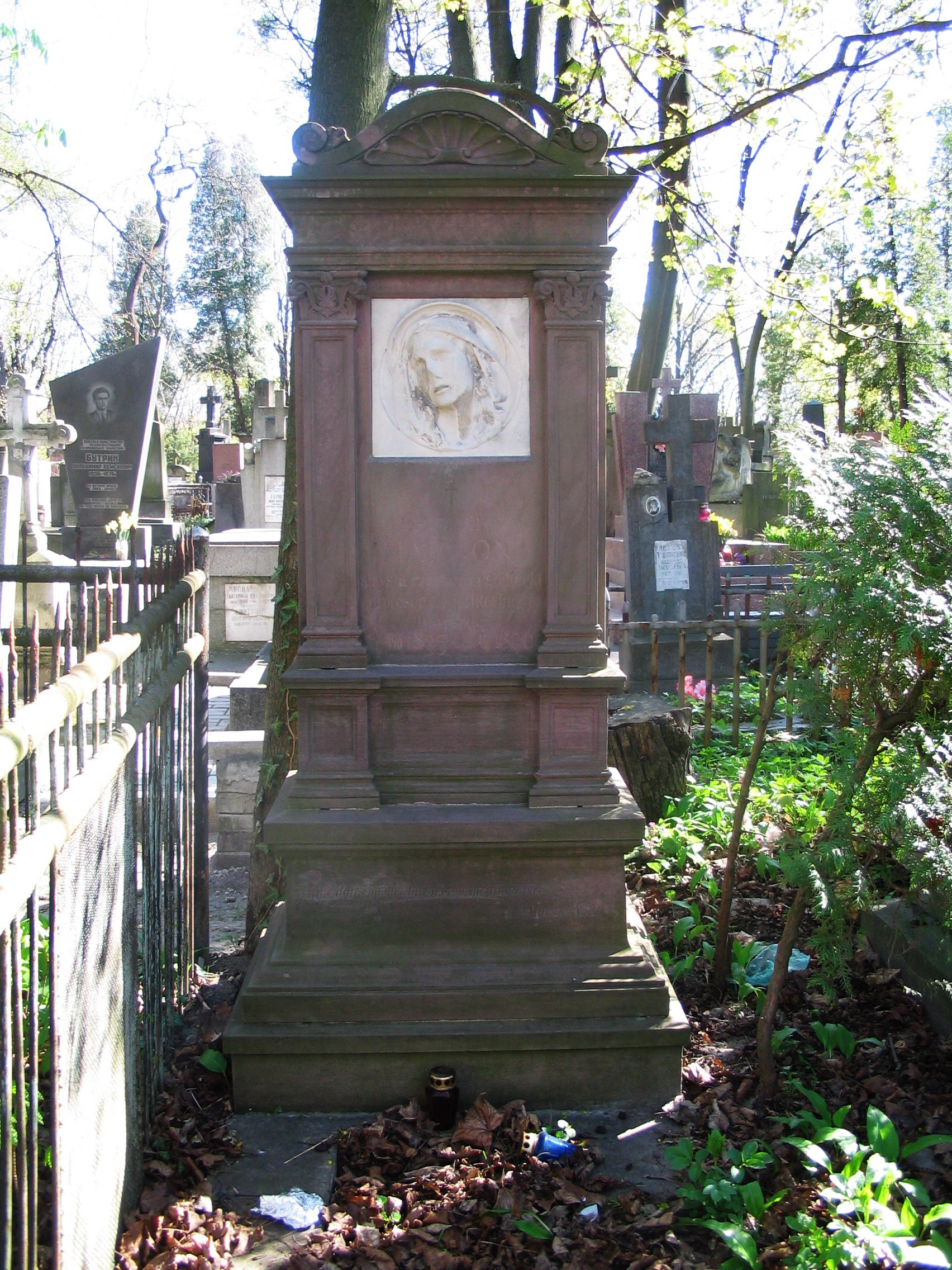
Grób Leonarda Marconiego na cmentarzu Łyczakowskim we Lwowie

Leonard Marconi (ur. 6 października 1835 w Warszawie, zm. 1 kwietnia 1899 we Lwowie) – polski rzeźbiarz pochodzenia włoskiego.

## Życiorys
Syn rzeźbiarza włoskiego Ferrante, który od 1828 roku żył w Polsce, bratanek architekta Henryka Marconiego.
Kształcił się w Szkole Sztuk Pięknych w Warszawie, a następnie w latach 1859–1861 w Akademii św. Łukasza w Rzymie. W latach 1862–1873 prowadził atelier rzeźbiarskie w Warszawie. W 1873 roku wyjechał do Lwowa, gdzie został wykładowcą w Akademii Technicznej. Zajmował się głównie rzeźbą architektoniczną, nagrobną i portretową.
Cesarz Franciszek Józef I nadał postanowieniem z 12 czerwca 1893 roku nadzwyczajnemu profesorowi Leonardowi Marconiemu tytuł i charakter zwyczajnego profesora.

## Twórczość (lista niepełna)
- epitafium wykute w marmurze kararyjskim umieszczone w 1880 na jednym z filarów bazyliki św. Krzyża w Warszawie[2] w miejscu wmurowanej urny z sercem Fryderyka Chopina
- dekoracja fasady i wnętrz Sejmu Galicyjskiego we Lwowie (obecnie siedziba uniwersytetu), wykonana w latach 1879–1888
- pomnik Hrabiego Aleksandra Fredry, przeniesiony po II wojnie światowej ze Lwowa do Wrocławia
- pomnik Tadeusza Kościuszki w Krakowie (znajduje się na Wawelu), którego kopia istnieje w Detroit, USA
- Oszczędność, rzeźba na fasadzie budynku Galicyjskiej Kasy Oszczędności we Lwowie[3]
- dekoracje Hotelu George’a we Lwowie
- fasada Grand Hotelu we Lwowie (z atlantami)[4]
- dwa pomniki na cmentarzu Łyczakowskim
- wystrój pałacu Kronenberga w Warszawie
- rzeźby na fontannie na Krakowskim Przedmieściu w Warszawie (od 1952 roku przed kinem „Muranów”)[5]